# Ricola

Logo.

Ricola jsou švýcarské bylinné bonbóny z produkce společnosti Ricola AG, sídlící v Laufenu. Bonbóny podle původní receptury obsahují 13 různých druhů alpských bylin.

## Historie
Počátky Ricoly se datují do roku 1930, kdy Emil Wilhelm Richterich založil v Laufenu malou pekárnu a společnost Confiseriefabrik Richterich & Co. Laufen.
V roce 1940 Richterich vytvořil bonbóny ze směsi třinácti bylin.
Roku 1967 byla společnost přejmenována na Ricola, což je zkratka z Richterich & Compagnie Laufen.
Od roku 1970 byly bonbóny prodávány také v zahraničí.
Od roku 1980 propaguje Ricola své výrobky v televizních reklamách.
Od roku 1988 jsou bonbóny baleny do typických malých krabiček.
Společnost Ricola AG dodnes sídlí v Laufenu a je řízena Felixem Richterichem, vnukem zakladatele. Své produkty exportuje do více než 50 zemí světa včetně České republiky.

## Složení bonbónů

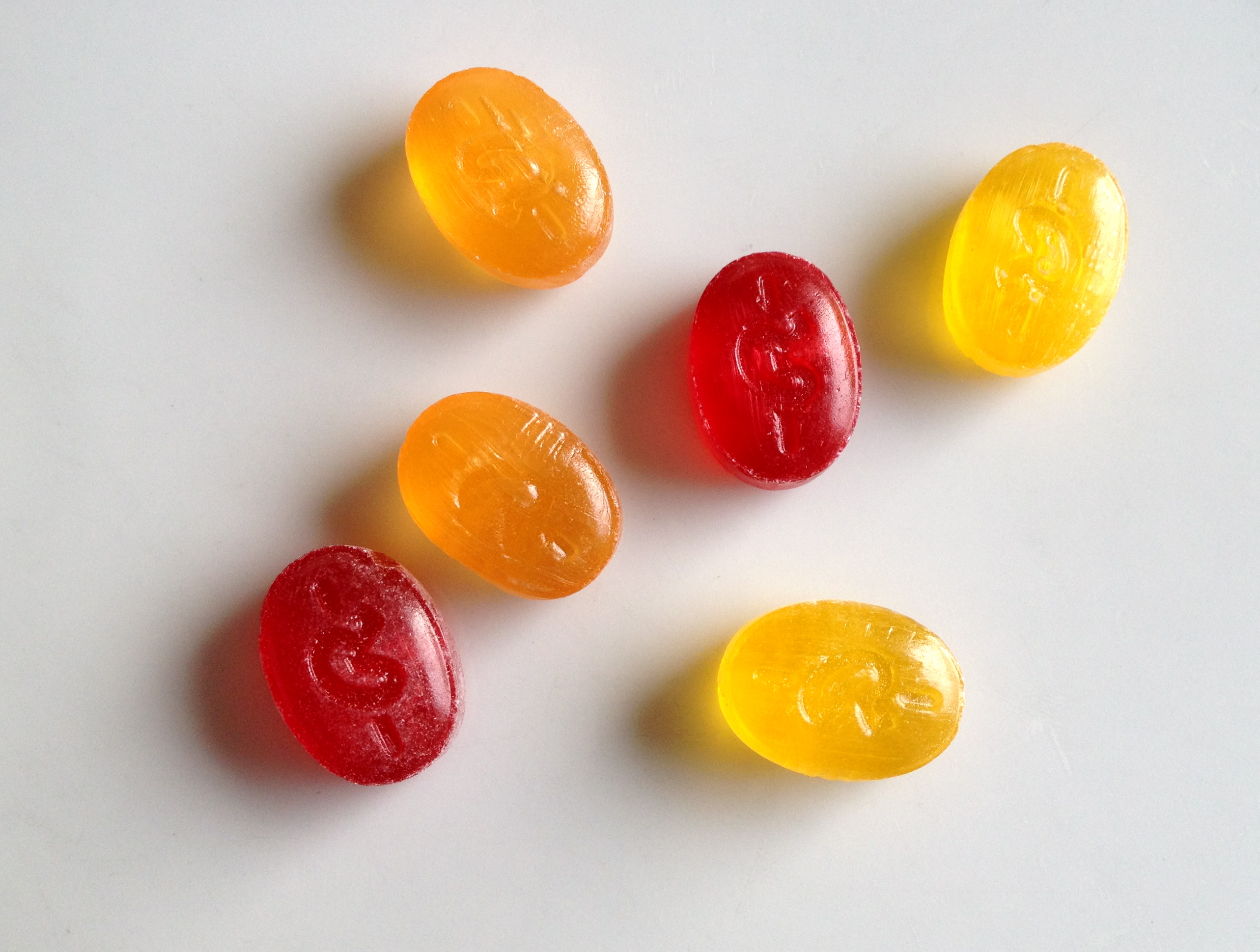
Bonbóny Ricola.

Hlavní složkou bonbónů Ricola je směs bylin. Klasické bonbóny Ricola obsahují 13 druhů bylinek:
- Bedrník obecný (Pimpinella Saxifraga)
- Bez černý (Sambucus nigra)
- Jablečník obecný (Marrubium vulgare)
- Jitrocel kopinatý (Plantago lanceolata)
- Kontryhel obecný (Alchemilla vulgaris)
- Máta peprná (Mentha piperita)
- Proskurník lékařský (Althaea officinalis)
- Prvosenka jarní (Primula veris)
- Rozrazil lékařský (Veronica officinalis)
- Řebříček obecný (Achillea millefolium)
- Sléz lesní (Malva sylvestris)
- Šalvěj lékařská (Salvia officinalis)
- Tymián obecný (Thymus vulgaris)

## Původ bylin
Ricola využívá k produkci bonbónů byliny výhradně ze svých bylinkových zahrad nebo z farem. Některé ze zahrad jsou přístupné veřejnosti a při návštěvě je možné získat informace o pěstování bylin v jejich přirozeném prostředí nebo o jejich významu. Zpřístupněny jsou zahrady v lokalitách Kandersteg, Klewenalp, Nenzlingen, Pontresina, Trogberg a Zermatt.